# 미나미센다이역
미나미센다이역(일본어: 南仙台駅)은 일본 미야기현 센다이시 다이하쿠구에 있는 동일본 여객철도 도호쿠 본선의 역이다. 여기는 조반선과 센다이 공항철도 센다이 공항선의 열차도 상호 운행하며, 이용이 가능하다. 단선 · 섬식의 형태를 합친 복합 구조의 철도 역사이며, 나토리역이 이 역을 관리한다.

## 타는 곳
| 1 | ■ 도호쿠 본선          | (상행) | 나토리 · 이와누마 · 시로이시 · 후쿠시마 방면 |            |
| 1 | ■ 조반선               |        | 나토리 · 이와누마 · 와타리 · 하라노마치 방면 |            |
| 1 | ■ 센다이 공항 액세스선 |        | 나토리 · 센다이 공항 방면                    |            |
| 2 | ■ 도호쿠 본선          | (하행) | 센다이 · 리후 · 마쓰시마 · 고고타 방면       |            |
| 3 | ■ 도호쿠 본선          | (하행) | 센다이 방면                                  | (하루 3대) |

## 이용 현황
| 연도     | 하루 평균 승차 인원 | 연도     | 하루 평균 승차 인원 |
| 2000년도 | 7,601               | 2006년도 | 8,165               |
| 2001년도 | 7,557               | 2007년도 | 8,543               |
| 2002년도 | 7,606               | 2008년도 | 8,700               |
| 2003년도 | 7,774               | 2009년도 | 8,652               |
| 2004년도 | 7,911               | 2010년도 | 8,521               |
| 2005년도 | 8,048               | 2011년도 | 8,656               |
| -------- | ------------------- | -------- | ------------------- |

## 역 주변
- 센다이 시청 나카다 증명발행센터
- 미나미센다이 자동차 학교
- 국도 제4호선

## 역사
- 1924년 9월 10일 : 리쿠젠나카다역(일본어: 陸前中田駅)으로서 개업.
- 1963년 5월 25일 : 미나미센다이역으로 개칭.
- 1987년 4월 1일 : 민영화로 인해, 동일본 여객철도로 이관.

## 인접 정차역
| 동일본 여객철도 ■ 도호쿠 본선                                   | 동일본 여객철도 ■ 도호쿠 본선 | 동일본 여객철도 ■ 도호쿠 본선 |
| --------------------------------------------------------------- | ----------------------------- | ----------------------------- |
| 나토리 후쿠시마 방면                                            | ● 쾌속 "센다이 시티 래빗"     | 나가마치 센다이 방면          |
| 나토리 후쿠시마 방면                                            | ● 보통                        | 다이시도 센다이 방면          |
| 동일본 여객철도 ■ 도호쿠 본선 · ■ 조반선                        |                               |                               |
| 나토리 하라노마치 방면                                          | ● 보통                        | 다이시도 센다이 방면          |
| 동일본 여객철도 ■ 도호쿠 본선 · 센다이 공항철도 ■ 센다이 공항선 |                               |                               |
| 나토리 센다이 공항 방면                                         | ● 보통                        | 다이시도 센다이 방면          |